# 고속철도노선
고속철도노선 또는 간단히 고속선은 국제기준상 시속 200km/h 이상으로 주행할 수 있는 열차 선로를 의미하며 고속철도의 구성 요소 중 하나이다. 대한민국의 경우 철도사업법상 시속 300km/h 이상 최고속도를 가지고 있으면서 고속철도 전용선로로 이용하는 경우에 고속선(고속철도노선)이라는 명칭을 부여한다. 200 이상 300 미만의 철도는 '준고속도철도노선'으로 따로 분류한다.

## 특징
- 직선 선로: 열차의 고속 주행을 위해 필수적인 요소이다. 이를 위해서 기존 선로를 직선화하거나 새로운 고속선을 건설한다. 산악 지형이 많은 대한민국의 경우 수많은 교량과 터널 건설이 필수적이다.
- 전철화: 전기동차 형태의 고속 열차를 운영해야 하기 때문에 필수적이다.
- 외부 접촉 최소화: 안전 상의 문제로 운행에 방해가 되는 모든 요소는 차단하는 경우가 많다.

## 목록

### 대한민국의 고속선
- 고속철도노선: 철도거리표[1] 상 3개 노선이 존재한다.
  - 경부고속선: KTX, SRT 전용선[2]
  - 호남고속선: KTX, SRT 전용선
  - 수서평택고속선: SRT 전용선

- 준고속철도노선: 철도거리표 상 3개 노선이 존재한다.

- 아울러 최고속도 250km/h 구간이 있는 경강선(서원주~강릉) 구간과 중앙선(청량리~도담)의 경우 200번대로 시작하는 일련번호를 부여하며 따로 관리하고 있다.  또한 호남선의 광주송정~고막원 구간은 재래선임에도 시속 230km/h급으로 신호설비를 정비해 KTX와 SRT를 함께 운영하고 있다.